# 잠비노
잠비노(1998년 8월 21일 ~)는 대한민국의 가수다. 2019년 싱글 《IDE》로 데뷔했다.

## 방송
- 쇼미더머니 9 (2020) - Top36(25위)
- 쇼미더머니 11 (2022) - Top8(6위)